# Łałowo
Łałowo (ukr. Лалово) – wieś na Ukrainie w rejonie mukaczewskim obwodu zakarpackiego.